# Louis Sallé
Pour les articles homonymes, voir Sallé.
Ne doit pas être confondu avec Louis Salle.
Louis Sallé est une personnalité politique française de la Ve République née le 29 novembre 1917 à Humerœuille (Pas-de-Calais) et mort le 29 décembre 1986 à Olivet (Loiret).
Il exerce les fonctions de maire d'Olivet et de député du Loiret.

## Biographie
Louis Sallé nait à Humerœuille dans le département du Pas-de-Calais le 29 novembre 1917.
Il exerce la profession d'employé de pharmacie.
Il est élu député du Loiret dans la deuxième circonscription le 25 novembre 1962 à la suite des élections législatives françaises de 1962 et siège dans le groupe parlementaire Union pour la nouvelle République-UDT. Il y est réélu les 12 mars 1967 dans le groupe Union démocratique pour la Ve République, 30 juin 1968 dans le groupe Union des démocrates pour la République, 11 mars 1973 dans le même groupe et 19 mars 1978 dans le groupe du Rassemblement pour la République.
Il occupe le poste de maire de Olivet, commune du sud de l'agglomération orléanaise entre 1965 et 1983.
Louis Sallé meurt à Olivet le 29 décembre 1986 à l'âge de 69 ans.